# Biserica fortificată din Nemșa
Biserica evanghelică fortificată din Nemșa este un ansamblu de monumente istorice aflat pe teritoriul satului Nemșa, comuna Moșna.
Ansamblul este format din două monumente:
- Biserica evanghelică (cod LMI SB-II-m-A-12476.01)
- Incintă fortificată (cod LMI SB-II-m-A-12476.02)